# Niphopyralis aurivillii
Niphopyralis aurivillii is een vlinder uit de familie van de grasmotten (Crambidae), uit de onderfamilie van de Spilomelinae. De wetenschappelijke naam van deze soort is voor het eerst voorgesteld als Wurthia aurivillii door Nils Victor Alarik Kemner in een publicatie uit 1923.
De soort komt voor in Indonesië (Java).